# Castelo Cloughoughter

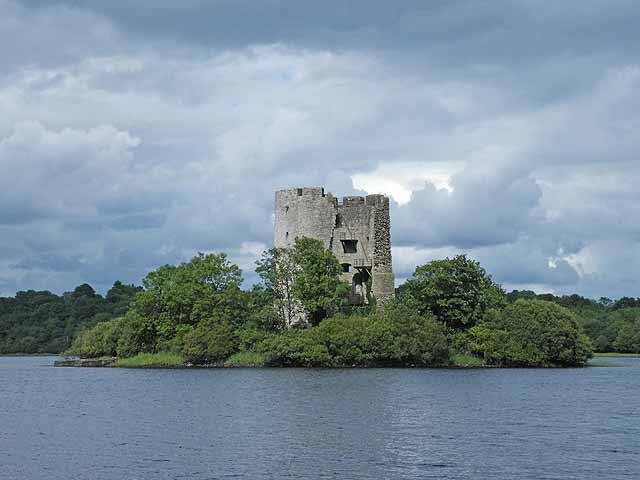
Castelo Cloughoughter, República da Irlanda.

O Castelo Cloughoughter (em língua inglesa Cloughoughter Castle) é um castelo atualmente em ruínas, classificado como Monumento Nacional,  localizado na ilha de  Lough Oughter, Cavan, República da Irlanda. 